# Повіт Сеннан
Пові́т Сенна́н (яп. 泉南郡, せんなんぐん, МФА: [sen̚.naɴ guɴ]) — повіт в префектурі Осака, Японія. Станом на 1 липня 2012 року його площа становила 71,29 км². Населення складало 69 879 осіб, а густота населення — 980 осіб/км². До складу повіту входять містечка Куматорі, Місакі й Таджірі. 